# Махов, Евгений Николаевич
Евгений Николаевич Махов (род. 1937) — последний председатель ЦКК КПСС, генерал-лейтенант, доктор социологических наук, профессор.

## Биография
Родился в русской семье рабочих. В Советской армии с 1954. Окончил в 1957 году Ленинградское военно-инженерное училище, с того же года член КПСС. Служил командиром взвода, секретарём комсомольской организации полка, помощником начальника политического отдела бригады по комсомольской работе, старшим инструктором отдела комсомольской работы политического управления, начальником отдела комсомольской работы и помощником начальника политического управления Белорусского военного округа по комсомольской работе, начальником отдела комсомольской работы и помощником начальника политического управления сухопутных войск по комсомольской работе.
В 1970 окончил философский факультет Белорусского государственного университета, в 1972 окончил Военно-политическую академию. С 1971 до 1975 начальник отдела комсомольской работы и помощник начальника Главного политического управления Советской армии и Военно-морского флота СССР по комсомольской работе. С 1975 до 1985 начальник политического отдела и заместитель командира армейского корпуса по политической части, член Военного Совета и начальник политического отдела армии Ленинградского военного округа. Будучи 1-м заместителем начальника политического управления Прибалтийского военного округа, являлся депутатом Верховного Совета Латвийской ССР XI созыва, потом 1-й заместитель начальника политического управления Группы советских войск в Германии. С 1985 до 1989 член Военного совета и начальник политического управления Прикарпатского военного округа.
Кандидат в члены ЦК КПУ в 1986—1990, в 1986—1988 участник ликвидации последствий аварии на Чернобыльской АЭС. В 1989—1990 член Комитета партийного контроля при ЦК КПСС, с июля 1990 по апрель 1991 заместитель, 1-й заместитель, затем до запрета партии 6 ноября 1991 исполняющий обязанности председателя Центральной контрольной комиссии КПСС. После чего в отставке, проживает в Москве.

## Семья
Имеет двоих детей. Жена Инна Васильевна ослепла после смерти сына, который умер в 34 года.

## Публикации
- Махов Е. Н. «Как молоды мы были». 2008.
- Махов Е. Н. «Чёрная боль». 2016.[1]